# Lei da Correspondência
A Lei da Correspondência diz que o que encontramos exteriormente é o espelho daquilo que não conseguimos ver interiormente. Isto é “o que está fora é o reflexo do que está dentro”.
Assim, as atitudes das pessoas ao redor de cada um e as circunstâncias apresentadas não são mais que uma imagem exterior daquilo que vai dentro de cada indivíduo. Como tal, atitudes positivas revelar-se-ão através de reacções positivas por parte dos outros.
Como tal, é importante o controlo dos pensamentos conscientes. Desta forma, ao manterem-se pensamentos direccionados para um objectivo, a realidade do mundo exterior reflectir-se-á nesse sentido.
A Lei da Correspondência está ligada à Lei da Atracção.